# Stojan Brajša
Stojan Brajša (Pazin, 24. siječnja 1888. – Gorica, 12. travnja 1989.), hrvatski pravnik, publicist i političar, brat skladatelja Ćirila Brajše, sin Matka Brajše Rašana.
U Pazinu završio gimnaziju. U Zagrebu, Beču i Grazu studirao pravo koje je doktorirao u Zagrebu i Padovi. Tijekom studija priključio se skupini mladih intelektualaca koji su djelovali u duhu klerikalnoga političkog pokreta u Istri (Tone Peruško). Suosnivač Hrvatskoga katoličkog akademskog društva »Juraj Dobrila« u Pazinu 1908. godine. Zaposlio se u Pazinu gdje je tijekom prvog svjetskog rata radio kao sudski pripravnik, a 1917. otišao je u Pulu gdje je bio odvjetnički pripavnik do 1920. godine. Poslije rata i nakon talijanske okupacije Istre otvorio je odvjetnički ured u Gorici. Uključio se u politiku. Suradnik slovenskih kršćanskih socijalista te sudionik izbora za talijanski parlament 1921. i 1924. 
Urednik lista Pučki prijatelj, glasila klerikalnoga političkog pokreta. Uredništvo mu je dodijelio biskup Antun Mahnič. U Narodnoj prosvjeti i drugim listovima pisao članke o psihologiji, sociologiji i filozofiji. Za tisak Kraljevine SHS pisao članke o pedagogiji, muzikologiji i povijesti Istre. Predsjedavao obnovljenim Političkim društvom za Hrvate i Slovence u Istri. 1920-ih obnašao je dužnost tajnika Tiskovnoga društva za Istru i neko vrijeme urednika lista Istarska riječ čiji je bio vlasnik. Nakon sporazuma o suradnji 1922.  zajednički su ga izdavali istarski Hrvati narodno-kršćanske i narodno-liberalne političke struje. 
Okolnosti ga prisiljavaju na emigriranje u Kraljevinu Jugoslaviju 1931. godine. Prvo je djelovao u Sloveniji godinu dana kao odvjetnik u Novome Mestu, a onda je otišao u Split gdje je ostao deset godina radeći kao odvjetnik. 1941. je otišao u Zagreb gdje je radio kao sudac (vijećnik Sudbenog stola) do svršetka rata 1945. godine. God. 1945. vratio se u talijansku Goricu, gdje se zaposlio u slovenskoj srednjoj školi i predavao latinski, grčki i engleski jezik. Poslije toga otišao je u Trst. Radio je na tamošnjem Slovenskom radiju. Zatim je radio za Savezničku vojnu upravu u Trstu kao kao pravnik i prevoditelj u pravnom odjelu. Poslije opet živio u talijanskom dijelu Gorice.
Pisao je tekstove o filozofiji, pedagogiji, psihologiji, muzikogiji. Prije i tijekom prvog svjetskog rata objavljivao u Narodnoj prosvjeti i Luči, a poslije rata u Mladiki, Jadranskom almanahu, Preporodu, Novoj reviji i Novom dobu. 1936. i 1942. do 1945. pisao za zagrebački pravni časopis Mjesečnik. Objavio pravne i filozofske udžbenike. Pisao pod pseudonimima Filates i Ivan Starin.